# 袁钧
袁鈞（1752年—1806年），字陶轩，一字秉国，号西庐。乾嘉年間浙江鄞縣人。

## 生平
袁钧好讀書手不释卷，且自幼聪颖，九岁时即作诗寄给在京城做官的父亲。父亲去世后，他赴新安书院，就學於新安郑虎文門下，五年后学成。乾隆時拔贡生，受到阮元赏识，被提拔为第一名。阮元抚浙时，召置幕中。嘉慶丙辰举孝廉方正，經推荐，被授予六品官衔，后主講於稽山书院。袁钧治經謹嚴，尊郑玄。嘗与友人李赓芸輯《鄭氏佚書》二十三種，凡七十九卷，裔孫袁堯年於光緒年間出版，葉德輝頗稱許此集。另撰有《琉璃居稿》、《瞻衮堂集》、《四明文献征》、《近体乐府》等书。